# Pays d'accueil touristique
 (décembre 2015).
Si vous disposez d'ouvrages ou d'articles de référence ou si vous connaissez des sites web de qualité traitant du thème abordé ici, merci de compléter l'article en donnant les références utiles à sa vérifiabilité et en les liant à la section « Notes et références ».
Les pays d'accueil touristiques, appelés PAT en France, participent au développement touristique par l'aménagement d'équipement, l'animation de l'offre touristique, la promotion, la commercialisation, l'analyse des investissements réalisés et la formation des acteurs du monde du tourisme. Créés en 1976, on en compte aujourd'hui 142 sur tout le territoire national.

## Bases du label
Pour obtenir le label PAT, il faut satisfaire à certains critères : 
- une structure juridique spécifique,
- une implication des professionnels et des institutionnels du tourisme,
- un projet de développement touristique,
- un plan d'action,
- une assistance technique,
- une implication financière des collectivités concernées.

## Fédération française
La Fédération Nationale des Pays d'Accueil Touristique a été créée en 1988. C'est une association loi de 1901. Elle a pour vocation de proposer une stratégie aux territoires et aux partenaires institutionnels (Office de tourisme, par exemple) destinée à favoriser le développement d'une économie touristique durable, et d'animer le réseau local des 7 PAT.
Son président actuel est Jean-Marc Lefranc, député du Calvados.

## Les pays d'accueil touristique au Maroc
Le Maroc a repris le concept de pays d'accueil touristique en 2003. Le Ministère du tourisme marocain a ainsi mis en place 3 PAT pilotes dans les régions suivantes : Chefchaouen, Ifrane, Immouzer des Ida Ou Tanane. L'objectif actuel est de lancer 5 nouveaux PAT avant 2010 (dont Chtouka Ait Baha et Ouarzazate...). Ces PAT sont gérés par les Conseils Provinciaux du Tourisme.

## Liens utiles
- Informations sur la fédération nationale des PAT
- Site officiel des Pays d'accueil touristiques au Maroc